# 오금손
오금손(吳錦孫, 1931년 2월 20일 - 2004년 11월 4일)은 독립운동가 출신 대한민국 육군 간호장교다. 한국광복군에 입대하여 항일 운동을 하였으며, 한국 전쟁 당시에는 간호장교로 참전하였다.

## 어린 시절
1931년 2월 20일 독립운동가 오수암(오흥삼)의 외동딸이자 유복녀로 베이징에서 태어났다. 출생 7일 만에 어머니 이복녀를 잃었다. 아버지는 일본군에게 잡혀서 죽은 것이고, 어머니 또한 일본군에게 사살당한 것이었다. 졸지에 고아가 된 그녀는 아버지의 중국인 친구 중국군 왕진손 장군집에서 어린 시절을 보냈으나 13세 때 양부모마저 세상을 떠나 떠돌이가 됐다. 친부모가 항일독립운동을 하다 숨졌다는 사실도 이때 알게 되었다. 그리하여 1944년 2월초 부친의 광복군 동지를 따라 한국광복군 제3지대에 입대, 항일 독립운동에 참여했다. 광복군에서 말을 타는 방법과 총을 쏘는 법 등을 배웠다.

## 한국 전쟁 참전
1945년 8월 15일 해방을 맞았고, 1946년 4월 초 광복군의 귀국 대열에 끼어 배편에 인천항으로 귀국하였다. 그러나 일가친척 하나 없는 외톨이 그녀를 반겨줄 사람도, 갈 곳도 없었다. 학력이라고는 광복군이 운영했던 중국 서주한인학교에 4년간 다닌 게 전부인 그녀는 공부를 계속하기로 결심, 개성 간호전문학교에 입학했다. 1950년 2월 간호학교를 졸업하고 간호원이 되어 개성 도립병원에서 근무하였다.
1950년 6월 25일 한국 전쟁이 발발하고 병원으로 국군 부상병이 쏟아지자 동료 간호원 23명과 함께 수도사단 18연대에 간호장교로 자원입대했다. 전쟁의 와중 속에 군번도 받지 못하여 군번 대신 24명이 왼쪽 팔목에 문신을 새겨 전우임을 표시했다. 오금손 소위는 18연대 수색중대 의무장교로 배치되었다.
1950년 8월 포항 형산강 지구 전투에서 부상자들을 돌보고 있었는데, 조선인민군이 병원을 기습하였다. 부상자들을 간호하던 그녀는 이들을 물리치고 6명을 사살하는 전과를 올려 2계급 특진하여 대위가 되었다. 이 전공은 광복군 시절 사격과 전투 훈련을 철저하게 받은 결과라고 그녀는 회고하였다.
1952년 4월 강원도 금화와 철원 중간지점에 있는 케이(K)고지 전투에 참여했다가 조선인민군에 포로로 붙잡히고 말았다. 이때 치아와 손톱, 발톱을 뽑히는 혹독한 고문도 당했다. 이후 아군 폭격으로 혼란한 틈을 타 탈출을 시도하였다. 오른쪽 다리 관통상에 허리에 파편이 박혀 크게 다친 채 파로호 부근에 산처럼 쌓여 있던 중국인민지원군 시쳇더미에서 열흘간 버틴 끝에 구조되었다.

## 한국 전쟁 이후
1953년 7월 한국 전쟁 휴전과 동시에 전역하였다. 탈출할 때 생긴 부상 후유증 컸다. 2급 갑 상이용사로 총상의 후유증으로 늙어서도 계속 고생하였다.
1961년 어느 날 모 선박부대를 찾았다가 서로 싸우는 군인들을 보고 “전우가 얼마나 소중한 존재인데 전우끼리 싸우느냐”고 1시간 동안 훈계를 했다. 이를 들은 해당 부대 소대장이 강연을 해 달라고 요청한 것이 계기가 돼 다시 군과 인연을 맺었다.
윤봉길 기념사업회와 황해 임시정부 위촉위원, 전쟁기념사업회 자문위원을 역임한 그녀는 2003년에 이르러서까지 상이군경회 대전지부 강사로 활동하면서 42년간 3일에 한 번꼴로 전국을 누비며 군부대와 중·고·대학에서 ‘호국 강연’을 해왔다. 이 공로로 지난 1992년 국민훈장 동백장 포상도 수상했다. 주로 전방 백골부대를 찾아 손수 준비한 음식을 나눠주곤 해 장병들로부터 ‘백골 할머니’로 불렸다. 그녀는 2003년 8월 14일 자신의 ‘모부대’인 백골부대에서 5000번째 강연을 했다.
2004년 11월 4일 새벽 대전 중구 산성동 자택에서 심장질환으로 별세했다. 2004년 11월 19일 국립임실호국원 국가유공자묘역에 안장되었다.

## 저서
- 《영광의 가시밭길》(신원문화사, 1984)[9]
- 《파로호》(규장문화사, 1985)
- 《60만 대군이 보는 파로호》